# Хлебинка
Хлебинка — хутор в Верхнеуральском районе Челябинской области России. Входит в состав Краснинского сельского поселения.

## География
Хутор находится в восточной части района, на берегу реки Хлебинка, на расстоянии 30 км к юго-востоку от города Верхнеуральск, административного центра района.

## История
В 1935 году на хуторе был организован колхоз имени Куйбышева.
Хутор был исключен из учётных данных решением Челябинского облисполкома от 28 февраля 1983 года № 134. Восстановлен в учёте в конце 1990-х годов.

## Население
| 1970 | 1977 | 1983 | 2002 | 2010 |
| ---- | ---- | ---- | ---- | ---- |
| 184  | ↘116 | ↘0   | ↗28  | ↘19  |

## Улицы
На хуторе имеется одна улица — Куликова.